# 步路乡
步路乡是中国浙江省仙居县所辖的一个镇。面积71.83平方千米，人口1.50万人。邮编：317305。

## 历史沿革
1949年设步路乡，1958年建步路公社，1984年改乡。

## 行政区划
乡政府驻步路村。

下辖24个行政村：步路、响岩、上余、荷岙、西炉、白岩、新庄、七里、观音岩、徐岙、连山、木杓头、王宅、外宅、和尚扇、燕山、下垓、下抱、圣塘、后裘、石盟孟、岩门大畈、湖山、下坑。